# 値域

定義域 X から終域 Y への写像 f: Y の内側の小さいマルで f の値域を表している。

数学、特に素朴集合論における写像の値域（ちいき、英: range）は、その写像の終域または像の何れかの意味で用いられる。現代的な用法ではほとんど全ての場合において「像」の意味である。 
- 写像の終域は任意の集合を取ることができる。実解析ならば通常は実数全体の成す集合を終域とする函数を考える。同様に、複素解析ならば複素数全体の成す集合である。
- 写像の像とはその写像の出力となる元全てからなる集合である。像は常に終域の部分集合になる。

## 注意
「値域」("range") は異なる意味で用いられうるから、教科書や論文を読む際にいずれの意味であるかを確かめるのは初手の演習として手頃であろう。
古い本では「値域」を今日でいうところの終域の意味で用いている傾向がある。より現代的な本では大半が今日でいう像の意味で用いる。紛れを無くす目的で「値域」という語は用いないという本もある。
これら二つの用例の違いを知るために、例として実函数（実変数実数値函数）としての f(x) = x2 を考える（つまり、実数を入力として、その自乗を出力する函数である）。この場合、終域は実数全体の成す集合 R と考えるが、（x が実数であるとき x2 は負にはならないから）像は非負実数全体の成す集合 R+ になる。この函数に対して、「値域」を終域の意味で用いているのならばそれは R のことであり、他方「値域」を像の意味で用いているのであればそれは R+ を指していることになる。
像と終域が一致するような例として、入力した実数を二倍する函数 f(x) = 2x を考えよう。この函数は終域と像がともに実数全体の成す集合 R となり一致する（全射である）から、この場合「値域」をいずれの意味で用いたとしても誤解は無い。

## 定義
「値域」を終域の意味で用いるならば、写像 f の値域は f の定義において指定しなければならない。初等実解析では、それはしばしば実数全体の成す集合 R であることが仮定される。また、集合 {y | y = f(x) となる f の定義域の元 x が存在する} は f の像と呼ぶ。
「値域」を像の意味で用いるならば、写像 f の値域は集合 {y | y = f(x) となる f の定義域の元 x が存在する} である。この場合、f の終域は f の定義において指定しなければならない。が、初等実解析では、それはしばしば実数全体の成す集合 R であることが仮定される。
何れの意味で用いても image f ⊆ range f ⊆ codomain f が成り立ち、それぞれの使い方によってどちらか一方の包含関係が等号になる。

## 注
1. ↑  Hungerford 1974, page 3.
2. ↑  Childs 1990, page 140.
3. ↑  Dummit and Foote 2004, page 2.
4. ↑  Rudin 1991, page 99.